# Centropogon australis
Centropogon australis là loài cá trong Tetrarogidae.